# Petar Šain
Petar Šain (Mostar, 4. srpnja 1885. – Sarajevo, 22. lipnja 1965.) bio je bosanskohercegovački slikar hrvatskog podrijetla. Jedan je od slikara iz prve generacije umjetnika koji su pohađali umjetničke škole, uključujući i Gabrijela Jurkića, Petra Tiješića, Karla Mijića, Špiru Bocarića, Đoku Mazalića, Romana Petrovića i Lazara Drljaču.
Učio je grafičke vještine u Zagrebu (1900. – 1903.), dvije godine proveo je u Grafičkom institutu u Beču, bio je u Münchenu, u Parizu. 
Kao član grupe Medulić izlagao je 1912. godine u okviru Četvrte Jugoslavenske izložbe. U Veneciji je boravio i radio 1917. godine, a u Firenci 1920. Nakon toga je živio i radio u Sarajevu. Bio je profesor Srednje tehničke škole i Škole za primijenjenu umjetnost u Sarajevu. U Prvom svjetskom ratu sudjeluje kao ilustrator s bojišta i s takvim crtežima nastupio je na Izložbi umjetnika iz Bosne i Hercegovine 1917. godine. U međuratnom razdoblju slika motive sa sarajevske čaršije.

## Djela
- Pejzaž
- Zima na Romaniji
- Ples rata, 1917., bakropis
- S marša, crtež
- Molitva u polju, 1918., crtež
- Italijanski položaj, sa palima, 1918., crtež perom, akvarelisan
- Ribari, linorez

## Vanjske poveznice
- Arte.rs – Petar Šain